# Stephen J. Cannell
Stephen Joseph Cannell (Los Angeles (Californië), 5 februari 1941 – Pasadena (Californië), 30 september 2010) was een Amerikaanse televisieproducer, schrijver, en acteur. Voor The Rockford Files kreeg hij in 1978 een Emmy Award.
Met aandacht voor een subtiele, karaktergestuurde schrijfwijze binnen het genreformaat, schiep of herschiep Cannell bijna 40 verschillende televisieseries zoals The Rockford Files, The Greatest American Hero, The A-Team, Wiseguy, 21 Jump Street, Silk Stalkings en The Commish. Hij heeft meer dan 350 afleveringen geschreven en produceerde of was leidend producent van meer dan 1500 afleveringen.
Cannell heeft in zijn eigen serie Renegade (deze werd uitgezonden tussen 1992 en 1997) een bijrol gehad. Ook had hij een korte rol in een aflevering van Silk Stalkings, waarin een der karakters tegen hem zei: "Je lijkt precies op die schrijver van tv", waarop Cannell antwoordde: "Dat hoor ik wel vaker".
In een poging de productiekosten laag te houden, opende Cannell eind 1980 een grote studiogelegenheid in Vancouver, Brits-Columbia. Een van de eerste series die daar werd opgenomen was 21 Jump Street, de hoogst genoteerde serie van het eerste seizoen van het nieuwe Fox netwerk. Ook Scene of the Crime, een mysterie anthologieserie voor de late avondprogrammering van CBS, met Cannell zélf als gastheer, werd in Vancouver opgenomen.
In de laatste jaren van zijn leven heeft Cannell zijn aandacht gericht op romans. Vanaf 2006 schreef hij elf romans, waarvan de meeste over het karakter Shane Scully (een ruwe smeris die vaak de regels overtreedt om dingen voor elkaar te krijgen) van de LAPD gingen.
Stephen Cannell stierf op 69-jarige leeftijd aan de gevolgen van huidkanker.

## Filmografie (als scriptschrijver)
- Ironside (televisieserie) (afl. "This Could Blow Your Mind", 1970, en "The Riddle in Room Six", 1971)
- The D.A. (televisieserie) (afl. onbekend, 1971–1972)
- Chase (televisiefilm, 1973)
- Columbo: Double Exposure (televisiefilm, 1973)
- Toma (televisieserie) (afl. "The Oberon Contract", 1973, "Crime Without Victim", 1973, "The Cain Connection", 1973, "Frame-Up", 1973, en "The Contract on Alex Cordeen", 1974)
- Chase (televisieserie) (afl. onbekend, 1973–1974)
- The Rockford Files (televisiefilm, 1974)
- Adam-12 (televisieserie) (afl. onbekend, 1968–1975)
- The November Plan (televisiefilm, 1976)
- City of Angels (televisieserie) (afl. "The November Plan: Part 1 t/m 3" en "The Castle of Dreams", 1976)
- Baa Baa Black Sheep (televisiefilm, 1976), aka "Flying Misfits" (pilot aflevering)
- Baa Baa Black Sheep (televisieserie), aka Black Sheep Squadron (afl. "Best Three Out of Five", 1976)
- Scott Free (televisiefilm, 1976)
- Richie Brockelman: The Missing 24 Hours (televisiefilm, 1976)
- Dr. Scorpion (televisiefilm, 1978)
- Baretta (televisieserie) (afl. onbekend, 1975–1978)
- The Gypsy Warriors (televisiefilm, 1978)
- The Jordan Chance (televisiefilm, 1978)
- The Chinese Typewriter (televisiefilm, 1979)
- Stone (televisiefilm, 1979)
- The Duke (televisieserie) (afl. onbekend, 1979)
- The Night Rider (televisiefilm, 1979)
- The Rockford Files (40 afl., 1974–1979)
- Tenspeed and Brown Shoe (televisieserie) (afl. "Pilot", 1980)
- Nightside (televisiefilm, 1980)
- Stone (televisieserie) (afl. onbekend, 1980)
- The Greatest American Hero (televisieserie) (27 afl., 1981–1983)
- Hunter (afl. "Hard Contract" en "The Hot Grounder", 1984)
- Stingray (televisiefilm, 1985)
- Brothers-in-Law (televisiefilm, 1985)
- Riptide (televisieserie) (afl. onbekend, 1984–1986)
- The A-Team (televisieserie) (98 afl., 1983–1986, 1987)
- Stingray (televisieserie) (6 afl., 1986–1987)
- J.J. Starbuck (televisieserie) (afl. onbekend, 1987–1988)
- Unsub (televisieserie) (afl. onbekend, 1989)
- Wiseguy (televisieserie) (afl. onbekend, 1987–1990)
- Booker (televisieserie) (afl. onbekend, 1989–1990)
- 21 Jump Street (televisieserie) (afl. onbekend, 1987–1991)
- The Great Pretender (televisiefilm, 1991)
- Palace Guard (televisieserie) (afl. onbekend, 1991)
- Silk Stalkings (televisieserie) (afl. "Pilot", 1991, en "The Sock Drawer", 1992)
- Greyhounds (televisiefilm, 1994)
- The Commish (televisieserie) (afl. onbekend, 1991–1995)
- The Rockford Files: A Blessing in Disguise (televisiefilm, 1995)
- The Rockford Files: Friends and Foul Play (televisiefilm, 1996)
- Wiseguy (televisiefilm, 1996)
- Renegade (televisieserie) (afl. onbekend, 1992–1997)
- Hawaii-Five O (televisiefilm, 1997)
- The Rockford Files: If It Bleeds...It Leads (televisiefilm, 1999)
- Dead Above Ground (2002)
- Hunter: Return to Justice (televisiefilm, 2002)
- Hunter: Back in Force (televisiefilm, 2003)
- It Waits (2005)
- The Tooth Fairy (video, 2006)
- The A-Team (2008)

Zijn productiebedrijf werd in 1995 aangekocht door New World Communications, dat op haar beurt weer door Fox Television Stations werd aangekocht in januari 1997 waarna New World de productiedivisie definitief sloot.

### Shane Scully series
- The Tin Collectors (2001)
- The Viking Funeral (2002)
- Hollywood Tough (2003)
- Vertical Coffin (2004)
- Cold Hit (2004)
- White Sister (2006)

### Andere novelles
- The Plan (1996)
- Final Victim (Het laatste slachtoffer), Van Holkema & Warendorf, 1997
- King Con (King Con), Van Holkema & Warendorf, 1998
- Riding The Snake (Onder de vleugels van de draak), Van Holkema & Warendorf, 1999
- The Devil's Workshop (2000)
- Runaway Heart (2003)

## Privéleven
Zijn ouders hadden een keten van interieurwinkels. Cannell was getrouwd met zijn jeugdliefde Marcia en had drie kinderen.

## Weetjes
- Op het aftitelingsfilmpje van zijn productiebedrijf zit Cannell te typen voordat hij het laken over zijn schrijfmachine gooit, waarna het bedrijfslogo overgaat in een zwart scherm. Het is vaak herzien, waarin Cannell vaak in andere kleding te zien was, soms met andere awards op de achtergrond, en (uitzonderlijk) een nieuw kantoor voor het live-action-gedeelte. Eerdere voorbeelden vallen ook op doordat Cannell een pijp rookt tijdens het typen.
  - In de aflevering "The Front" (15 april 1993) van The Simpsons is hier een parodie op gemaakt, waarin Bart en Lisa naar een door hun geschreven aflevering van "Itchy en Scratchy" kijken, gevolgd door het aftitelingsfilmpje met een versie waarin Cannell zit te typen. Maar in plaats dat "Itchy en Scratchy" een vel papier weggooien om aan te geven dat de aflevering is afgelopen, verschijnt er "Itchy en Scratchy Productions".
  - Het aftitelingsfilmpje was ook geparodieerd in de aflevering The Story on Page 1 (18 juli 2000) van Family Guy. Hierin typt Peter Griffin een verhaal over Luke Perry voor zijn dochter Meg. Als het blad is volgetypt, gooit hij het papier omhoog en de rest van de parodie krijgt zijn levensvorm.
- Cannell had dyslexie en was een spreker over dit onderwerp. Volgens een uitzending van Paul Harvey's The Rest of the Story (een radioprogramma), zou Cannell dikwijls zijn ideeën of zelfs hele scripts hebben gedicteerd aan een privé-secretaresse.
- Cannell behaalde in 1964 zijn diploma aan de Universiteit van Oregon, met een graad in de exacte wetenschappen voor journalistiek. Op Oregon was hij lid van het Sigma Chi studentencorps.
- Voor het schrijven is hij altijd trouw gebleven aan zijn ouderwetse schrijfmachine (een IBM Selectric) en gebruikte de computer alleen voor onderzoeken.
- Hij zei hoe hij filmbewerkingen wilde maken van veel van zijn oude televisieseries.
- Zijn kantoor was jarenlang in de Paramount Studio in Hollywood gevestigd, alhoewel bijna al zijn programma's door Universal Studios werden uitgebracht (met uitzondering van Hunter).
- Cannell heeft in de serie Castle samen met James Patterson, Dennis Lehane and Michael Connelly een kleine bijrol als pokerspeler in seizoen 1 en 2. Na zijn overlijden bleef in seizoen 3 zijn plek aan de pokertafel leeg.

## Referentie
- Stephen Cannell op Museum.tv